# Римские говорящие статуи

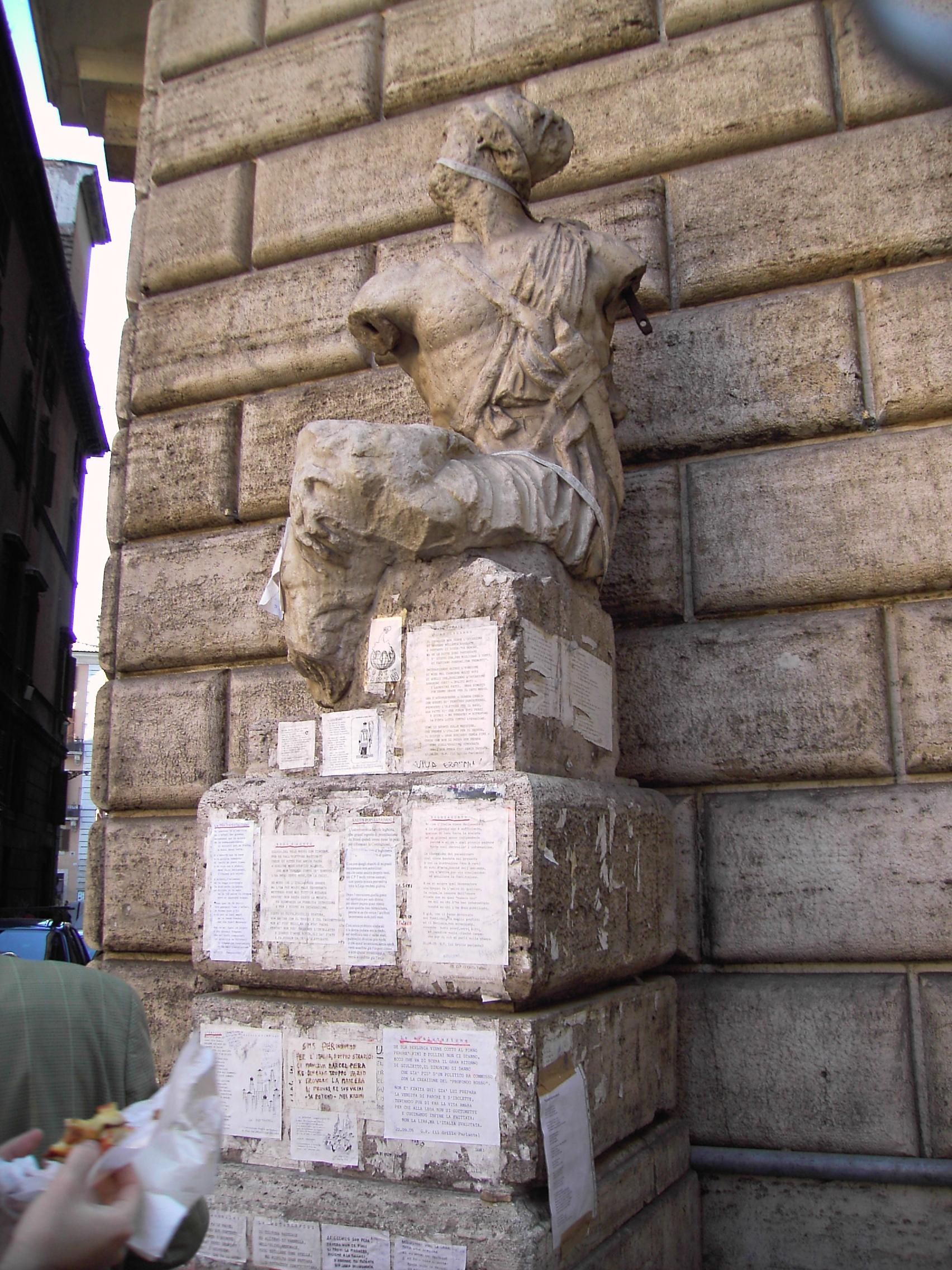
Пасквинская статуя

Римские «говорящие» статуи (итал. statue parlanti di Roma) — форма анонимного выражения мнения народа о политической ситуации в Риме. Критика строя и глав государства (в основном папства) в форме анонимных стихов и пасквилей приклеивалась к подножиям нескольких знаменитых римских статуй. Традиция ведет своё начало с XVI века и продолжалась до наших дней.

## Статуи
1. Пасквинская статуя (Pasquino), изображает предположительно Менелая с телом Патрокла. На её подножие в XVI веке наклеивались листовки, благодаря чему возникло слово пасквиль. Стоит близ Пьяцца Навона.
2. Марфорио (Marforio)  — изображает бородатого речного бога или Океан.
3. Мадам Лукреция (Madame Lucrezia) — колоссальный бюст в плохом состоянии, вероятно изображает египетскую богиню Исиду, её жрицу либо императрицу Фаустину. Единственная женская «говорящая» статуя в Риме.
4. Аббат Луиджи (Abate Luigi) — изображает неизвестного римлянина в тоге магистрата.
5. Иль Баббуино (Il Babbuino) — фонтан с изображением отдыхающего Силена
6. Иль Факкино (Il Facchino, «Носильщик») — единственная «говорящая» статуя, созданная в новое время — в 1580 г. Якопо дель Конте. Изображает водоноса.

## Галерея

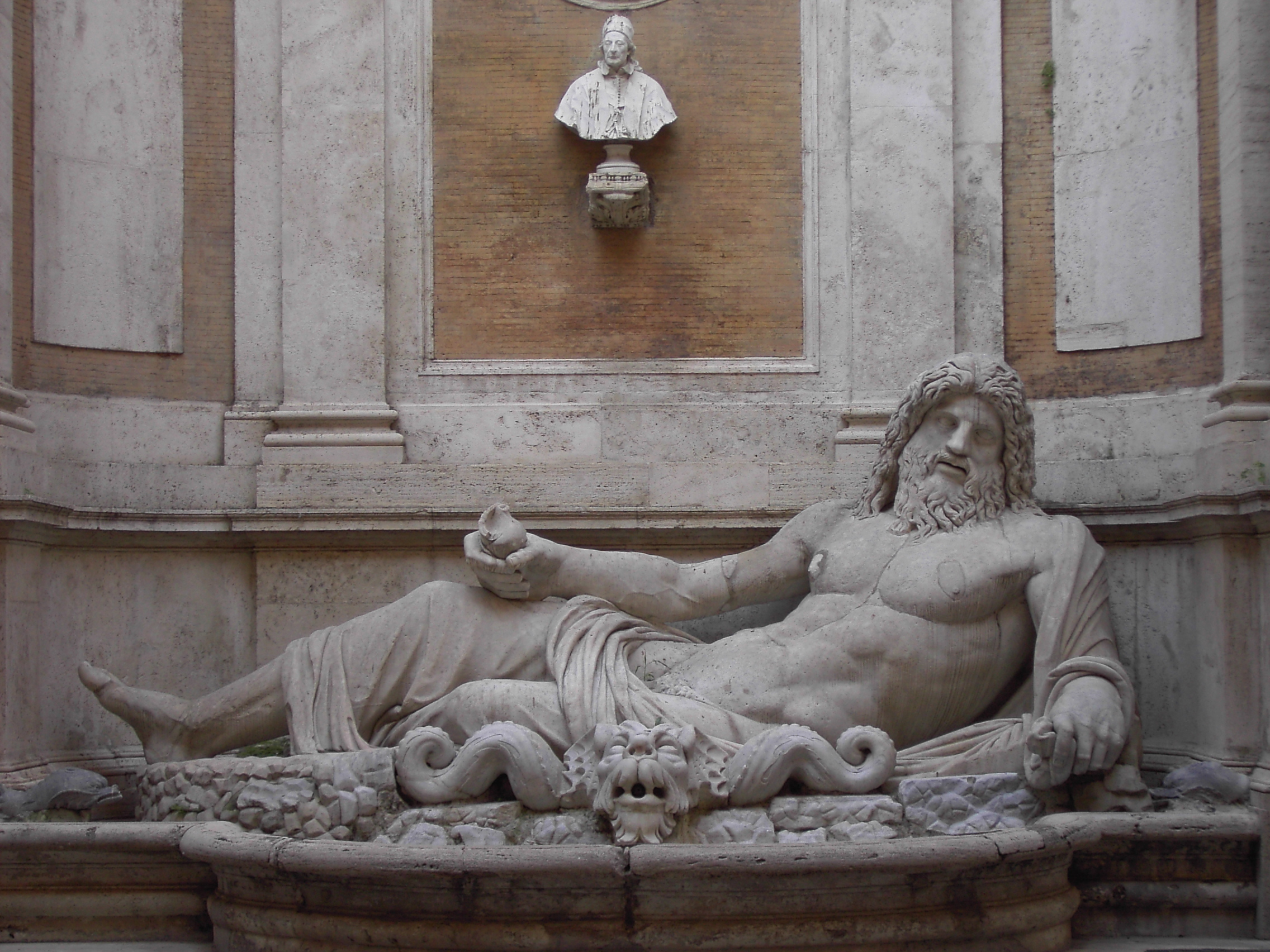
Статуя Марфорио, Капитолийские музеи.
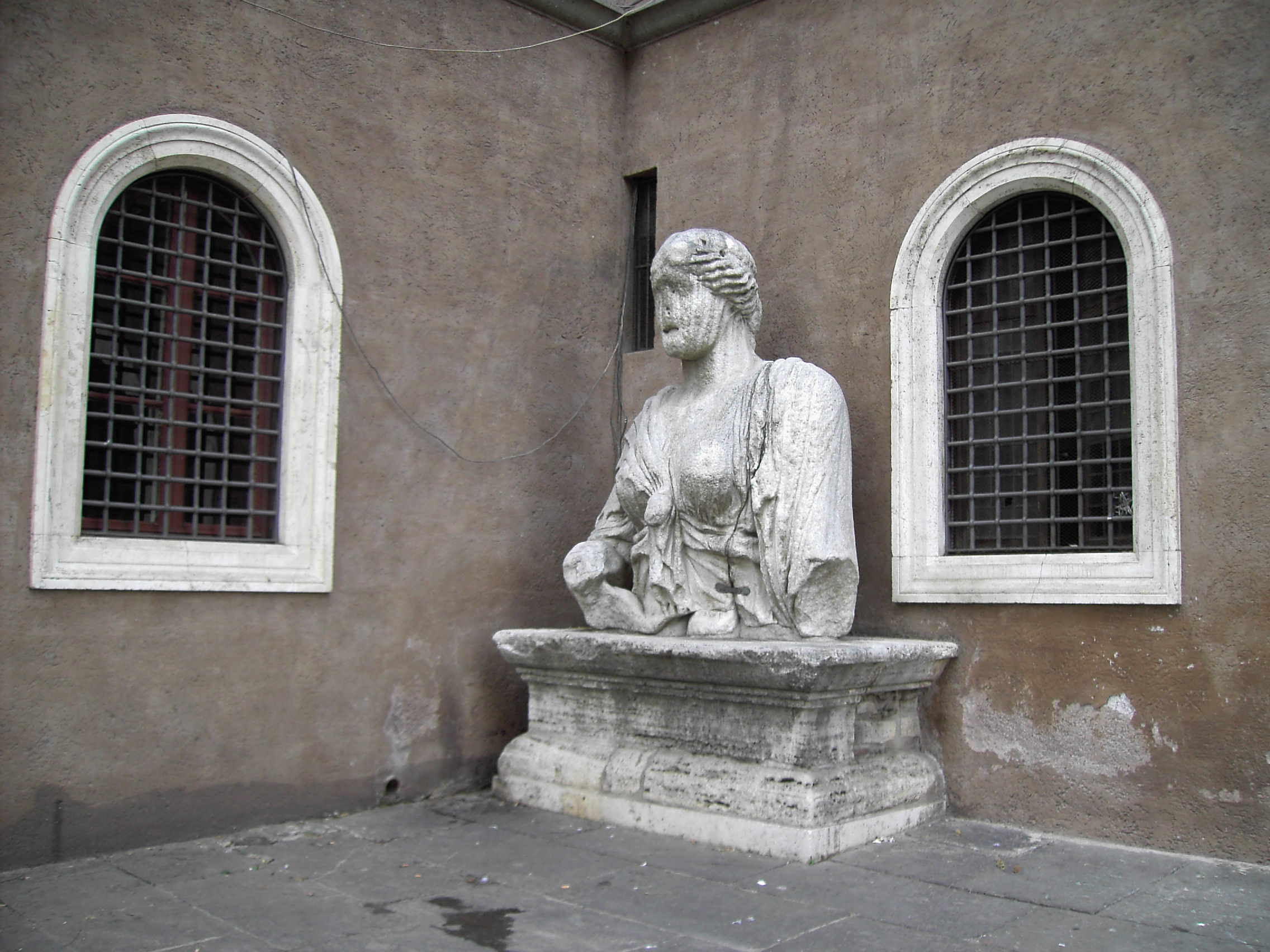
Мадам Лукреция, пьяцца Сан-Марко.
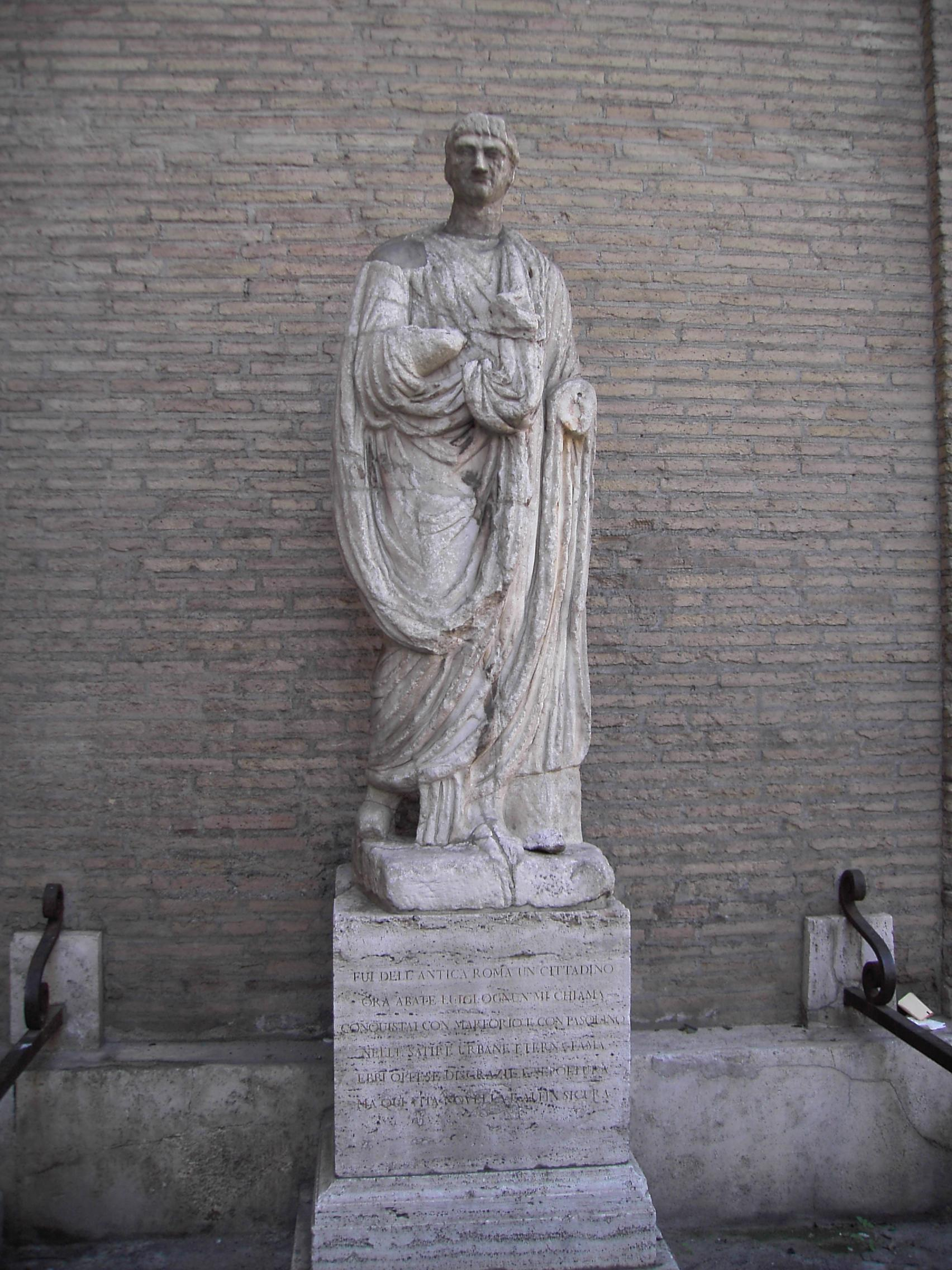
Аббат Луиджи, пьяцца Видони.
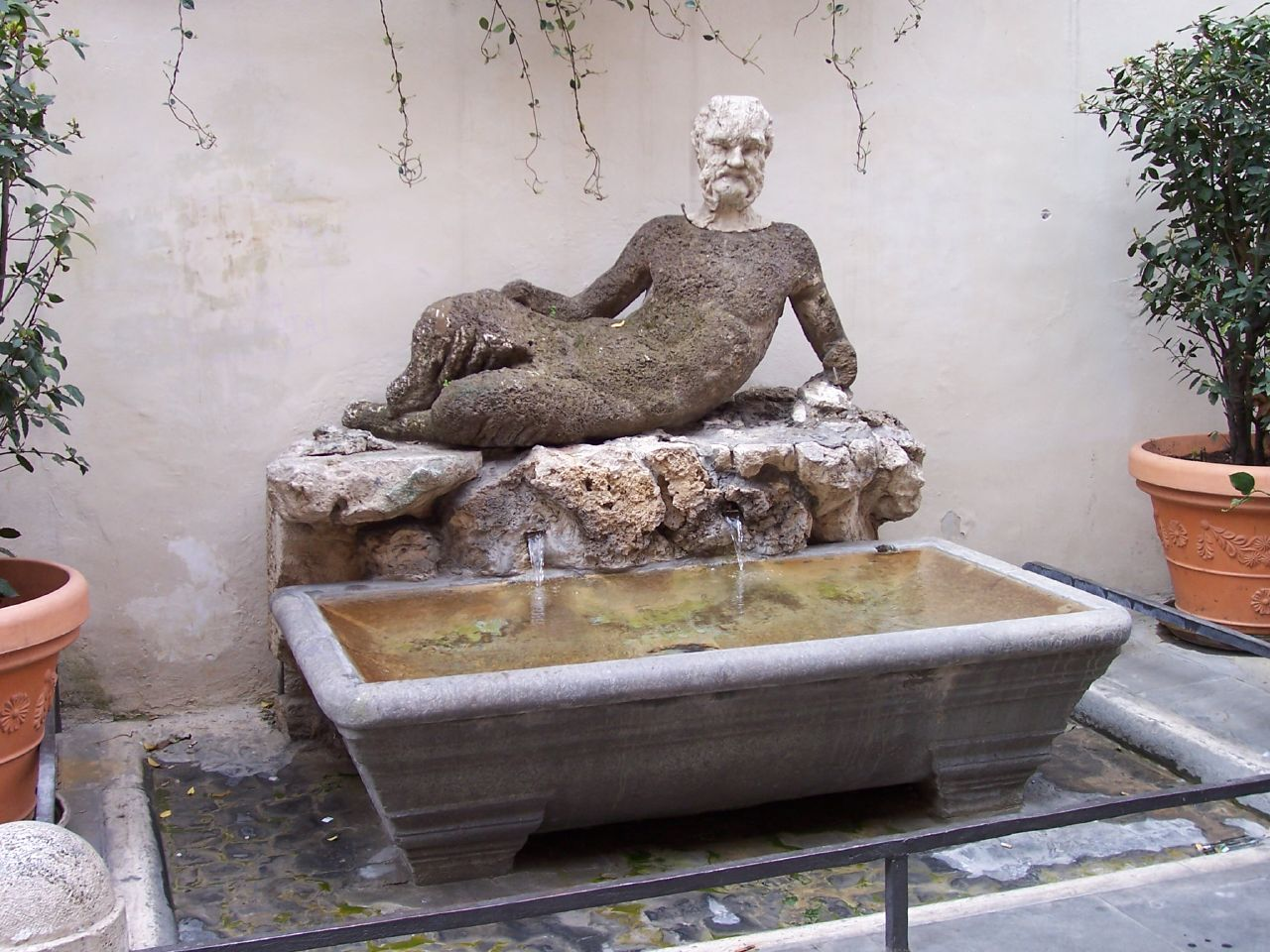
Фонтан «Иль Баббуино», виа дель Бабуино.
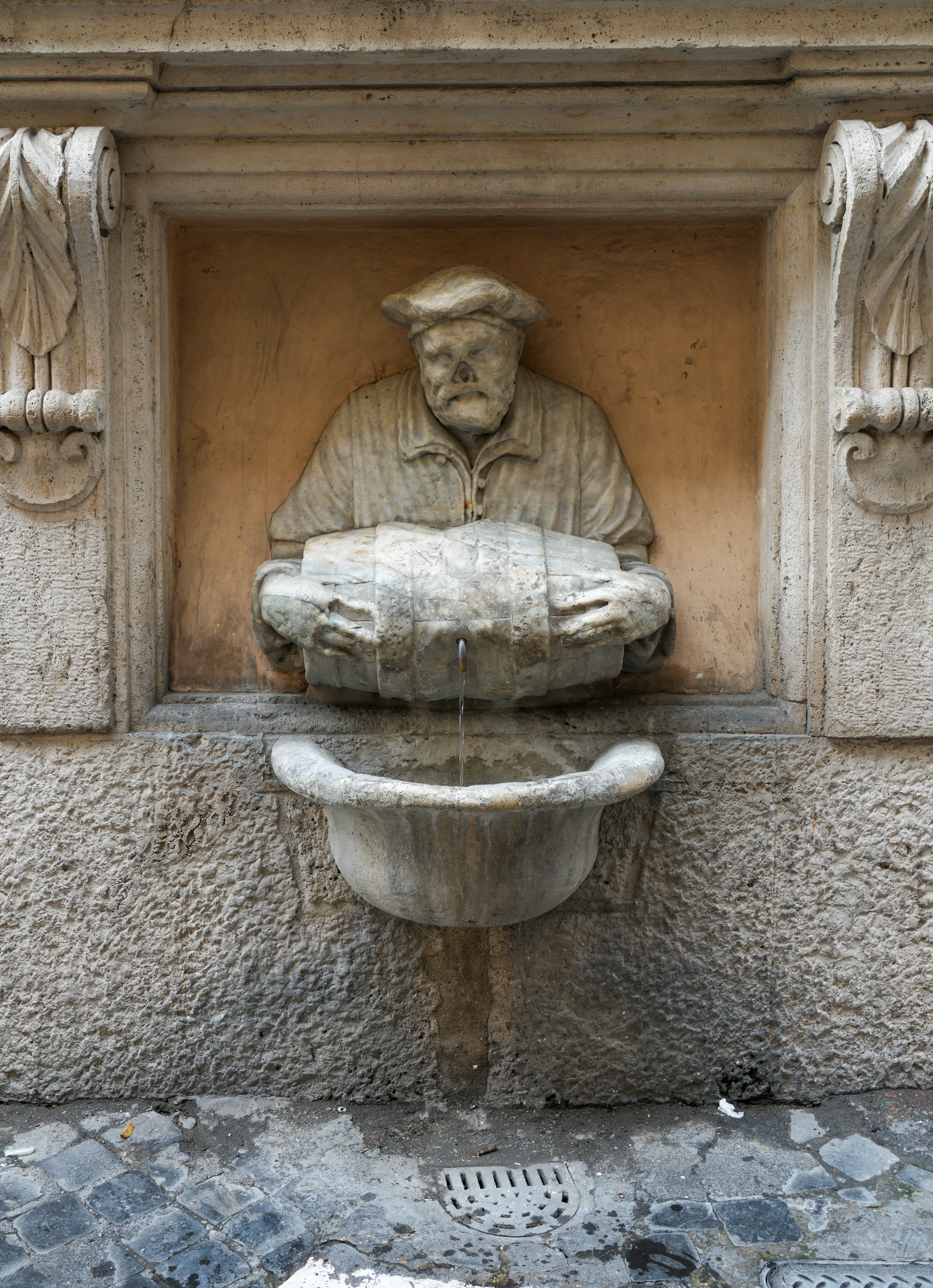
Фонтан «Иль Факкино», угол виа Лата и виа дель Корсо.